# ابزارهای جنگی هخامنشیان
شاهنشاهی‌های بزرگ هخامنشی، اشکانی و ساسانی که برای قرن‌ها بر سرزمین‌های پهناوری حکومت می‌کردند، از سوی سلحشورانی زبده محافظت می‌شدند. این سلحشوران با استفاده از راهبردهای نظامی پیچیده و جنگ‌افزار تهاجمی و تدافعی خوش‌ساخت از یکپارچگی ملی ایران دفاع می‌کردند. در ادامه به معرفی مختصر برخی از سلاح‌های مهم در این دوران هخامنشیان می‌پردازیم:

## دربارهٔ ارتش هخامنشیان

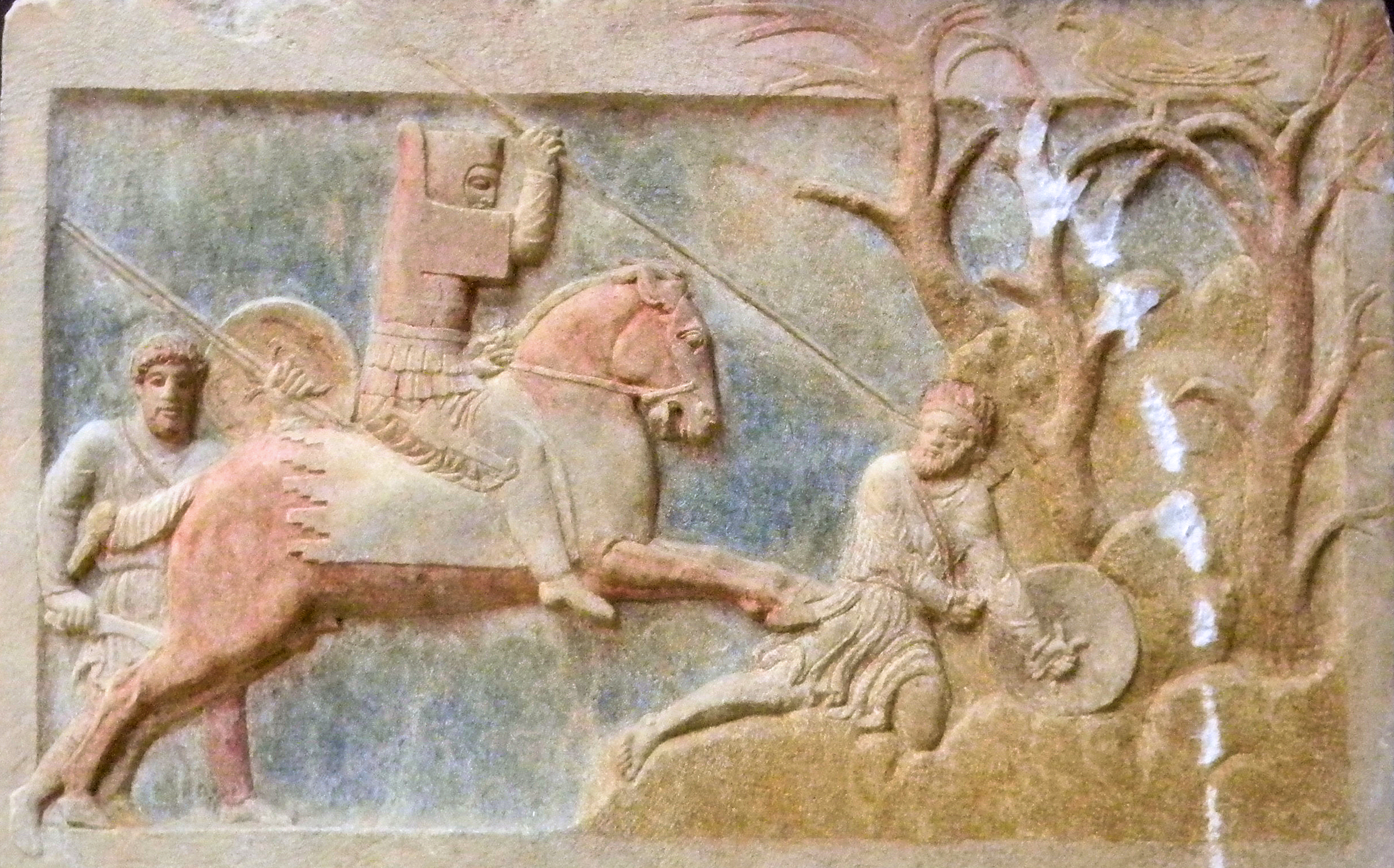
سواره‌نظام دودمان هخامنشی فریگیه هلسپونت به پیاده‌نظام سبک‌اسلحه یونانی حمله می‌کند "، تابوت‌دان چاناق‌قلعه، اوایل سده چهارم پیش از میلاد.

سپاه هخامنشیان از سربازانی از نواحی مختلف ایران تشکیل شده بودند اما هسته اصلی ارتش سلحشوران ایرانی بودند. این سربازان از سرتاسر این امپراتوری پهناور می‌آمدند: از پارس، آسیای مرکزی تا دانوب. پس از پارسیان، مادها بیشترین سرباز را در سپاه ایران داشتند و بسیاری از فرماندهان ارتش، مادی بودند. نوشته‌های نویسندگان یونانی چون هرودوت، آریان و گزنفون اطلاعات مفیدی در رابطه با ارتش هخامنشیان در اختیار ما می‌گذارند، اما نوشته‌های یونانی‌ها در مورد ایرانیان عمدتاً مغرضانه است، چرا که کشورشان در حال جنگ با هخامنشیان بود و آن‌ها سعی کردند با اغراق در مورد تعداد سپاهیان هخامنشی، پیروزی‌های خودشان بر آن‌ها را برجسته‌تر جلوه دهند. بیشتر تألیفات، تنها روایت یونانیان را در نظر گرفته‌اند بنابراین اعدادی که در این گزارش‌ها آمده‌است بسیار مورد مناقشه و صرفاً حدس و گمان هستند. از طرفی یوزف ویزه‌هوفر نگاهی متعادل و منصفانه به نبردهای هخامنشیان ارائه می‌کند.
در طول نبرد فلاخن‌اندازان و کمانداران پیاده‌نظام در خط مقدم قرار می‌داشتند و سواره‌نظام سبک اسلحه و پیاده‌نظام سنگین اسلحه در دو طرف آن‌ها قرار می‌گرفتند نا آن‌ها را مورد حمایت خود قرار دهند. در آغاز نبرد فلاخن‌اندازها و کمانداران با پرتاب سنگ و تیر بر روی دشمن، خطوط آن‌ها را دچار آشفتگی می‌کردند، سپس پیاده‌نظام سنگین اسلحه که به نیزه و شمشیر مجهز بودند با پشتیبانی واحدهای سواره‌نظام از جناحین به دشمن حمله می‌کردند. این تاکتیک‌ها در برابر دشمنان آسیایی هخامنشیان به خوبی نتیجه می‌دادند اما در برابر آرایش جنگی به هم فشرده یونانیان و مقدونی‌ها چندان مؤثر نبود. واحدهای سنگین اسلحه هوپلایت‌های یونانی و فالانکس مقدونی با کمک نیزه‌های بلند آرایش به هم فشرده خود را حفظ می‌کردند و به این ترتیب از خود در برابر مهاجمان دفاع می‌کردند. یونانی‌ها که بدنشان با زره محافظت می‌شد در برابر تیرها و پرتابه‌ها آسیب چندانی نمی‌دیدند و می‌توانستند در نبردهای نفر به نفر پیروز شوند.
ارتش هخامنشیان (۵۵۰–۳۳۰ تا میلاد) در آغاز «-kāra*» نامیده می‌شده، ولی بعدها که بر پایهٔ رده‌بندی ده‌دهی سازمان داده شد، «-spāda*» (سپاه) نام گرفته‌است. در سپاه هخامنشیان کوچک‌ترین یگان از ۱۰ نفر سرباز تشکیل شده بود که به آن دَثه‌ (پارسی باستان: daθa «دهه») می‌گفتند و فرمانده آن یک دثه‌پَتی (پارسی باستان: daθapati «ده‌بد») بود. پس از آن یگان ۱۰۰ نفری بود که به آن ثتَه‌ (پارسی باستان: θata «سده») می‌گفتند و فرمانده آن یک ثته‌پتی (پارسی باستان: θatapati «سدبد») بود. یک یگان ۱۰۰۰ نفره هزاره‌ (پارسی باستان: hazāra) نام داشت که فرمانده آن هزاره‌پتی (پارسی باستان: hazārapati هزاربد) خوامده می‌شد و یک یگان ۱۰٬۰۰۰ نفری بَیوَره (پارسی باستان: baivara) نامیده می‌شد که فرمانده آن یک بیوره‌پتی (پارسی باستان: baivarapati «بیوربد») بود. کل نیروهای مسلح هخامنشیان سپاده (پارسی باستان: spāda- «سپاه») و فرمانده کل نیروهای مسلح سپاده‌پَتی (پارسی باستان: spādapati «سپاهبد») خوانده می‌شدند.
سیستم اعشاری برای یگان‌های بزرگ‌تر از هنگ‌های هزار نفری نیز مورد استفاده قرار می‌گرفت. ارتش‌های بزرگ از واحدهای مرکب از ده هزارابا یا ده هزار تن تشکیل می‌شدند. اصطلاح فارسی باستان این گروه‌های بزرگ از بین رفته ولی به یونانی به آن‌ها (myriad) معادل (بیور) فارسی در شاهنامه می‌گفتند. مهم‌ترین واحدهای ده هزار تنی، گروه‌های نخبه‌ای بودند که گارد شاهنشاهی را برای محافظت از شخص شاه تشکیل می‌دادند. بهترین سربازان ارتش در این گارد که به (آمرتکا) (بی‌مرگ یا هنگ جاوید) معروف بود خدمت می‌کردند. از این رو به آن‌ها هنگ جاوید می‌گفتند که به محض کشته شدن یا مرگ یکی از آنان، فرد دیگری جانشین او می‌شد.
به‌طور کلی خدمت در واحدهای سواره‌نظام، پیاده‌نظام و ارابه‌رانی برای تمام مردان ایران، هم برای نجیب‌زادگان و هم افراد عادی، اجباری بود. هر فرد مذکر بیست تا بیست و چهار ساله موظف بود دوره آموزش جنگی ببیند و در نبرد شرکت جوید. بسیاری نیز برای مدت زیادی که تا ۵۰ سالگی طول می‌کشید در ارتش می‌ماندند.

## جنگ‌افزارهای هخامنشیان

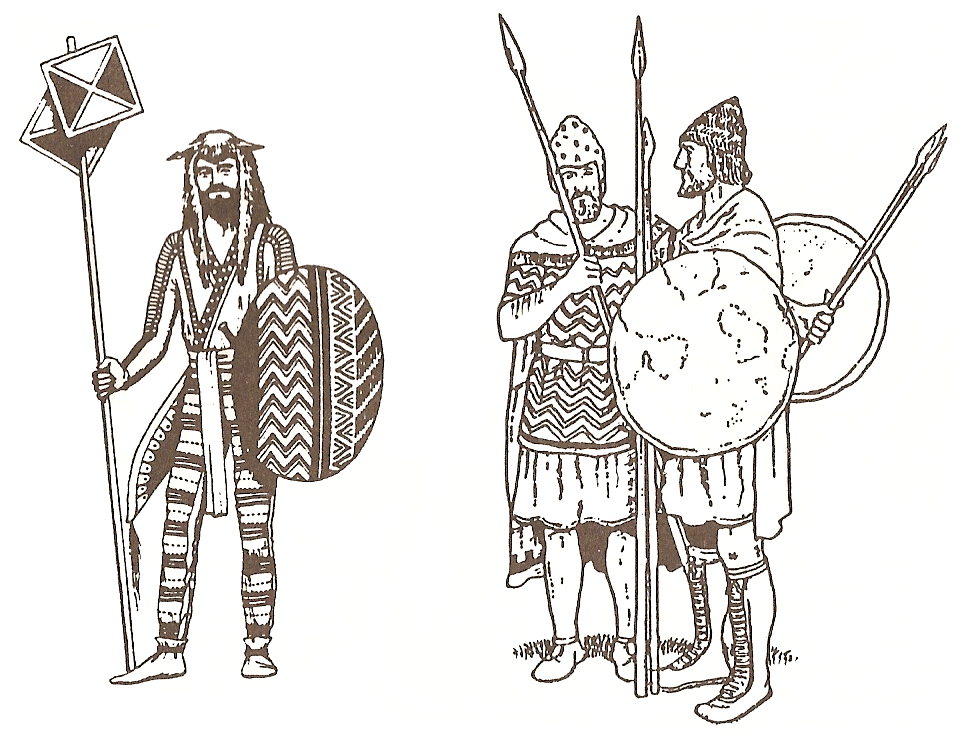
سپاهیان ارتش خشایارشا از راست به چپ: سرباز کاپادوکیه‌ای، سرباز ارمنی و درفش‌دار پارسی.

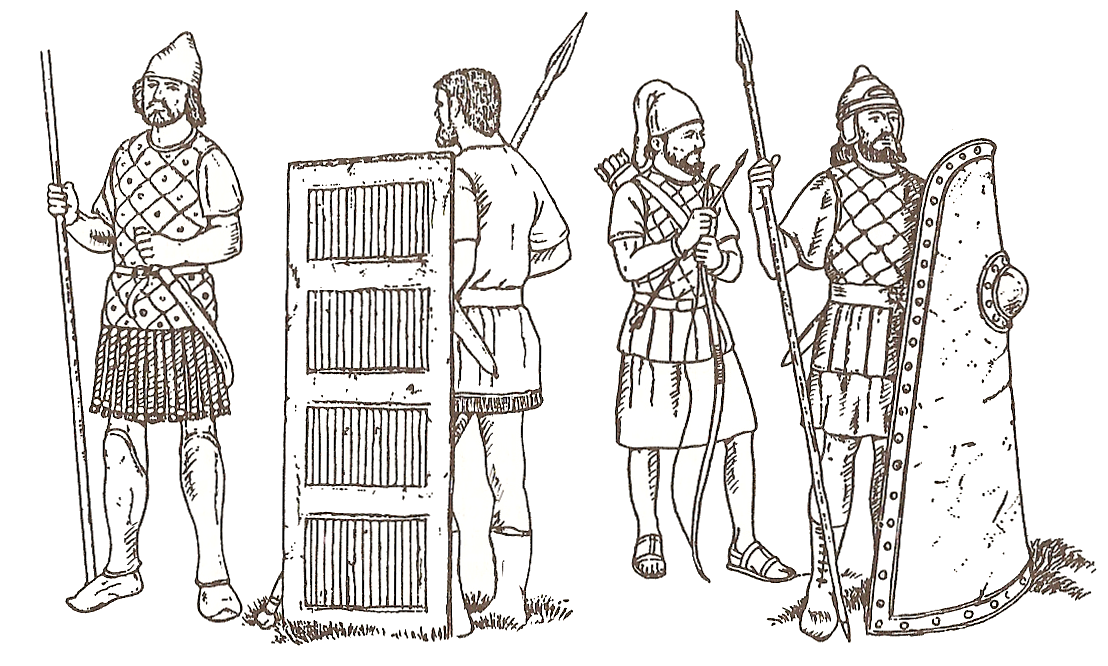
ارتش ایران و چهرهٔ سپاهیان هخامنشی در زمان خشایارشا، از راست به چپ: سرباز پیاده آشوری، کمان‌دار بابلی، سرباز پیاده پارسی، سرباز پیاده کلدانی.

به نوشته ذکا ایران‌شناس و باستان‌شناس، آکیناکه یک شمشیر کوتاه به طول ۴۰ تا ۵۰ سانتیمتر بود و یکی از سلاح‌های عمده هخامنشیان به‌شمار می‌آمد. پورداوود اظهار می‌کند کلمه ایرانی باستان برای آکیناکه مشخص نیست. پورداوود از هرودوت که لشکرکشی خشایارشا به یونان در ۴۸۰ ق.م. را گزارش می‌کند نقل می‌کند خشایارشا بر روی پلی در هلسینتوس (داردانل)، برگ‌هایی در دریا ریخت، براتی را در جام زرین خود ریخت و خورشید را ستایش نمود و یک آکیناکه به عنوان هدیه به خدا در آب انداخت. قبضه این شمشیر تماماً از چوب و تیغه آن از آهن بود و می‌توان نمونه آن را در موزه اشمولین آکسفورد یافت.
آکیناکه مادی و پارسی:
بر اساس سنگ‌نگاره‌های تخت جمشید بین دو گونهٔ این سلاح تمایز قائل است:
الف) آکیناکه مادی
ب) آکیناکه پارسی
آکیناکه‌های مادی از طریق ریسمانی که از «شکل گوش» غلاف شمشیر عبور می‌کرد در سمت راست بدن به کمربند آویخته می‌شدند. هنگامی که حامل آکیناکه بر اسب سوار می‌شد یا به صورت پیاده‌نظام راهپیمایی می‌کرد، کمربندی از انتهای غلاف، آن را از آویخته شدن و تلوتلو خوردن بازمی‌داشت. تصویر سنگی از تالار سه دروازه پارسه را نشان می‌دهد که بر روی آن نقش نگهبانی با آکیناکه مادی به چشم می‌خورد.
برخلاف آکیناکه‌های مادی، آکیناکه‌های پارسی زیر کمربند و جلوی شکم جای می‌گیرند. دسته I-شکل بسیار متفاوت از آکیناکه‌های مادی بود. بخش پایین «شکل گوش» شمشیر و تمام سر غلاف را به صورت سه نیم‌دایره می‌ساختند تا شمشیر به آسانی از کمر نیافتند. آکیناکه پارسی ته-غلاف برجسته ندارد بلکه غلاف آن مثل تیغ در انتها تیز می‌شود.
آکیناکه‌هایی هم از طلای ناب و با تزئینات زیبا وجود داشت. گزنفون گزارش می‌کند، هدیه سلطنتی ایران یک آکیناکه طلایی، یک اسب نسایی با افسار طلایی و دیگر ادوات جنگی بود. یک آکیناکه طلایی مجلل از دوران هخامنشیان در موزه ملی ایران در تهران نگهداری می‌شود. هرودوت می‌نویسد این آکیناکه طلایی در همدان (هگمتانه) پیدا شد و قدمت آن به ۵۰۰ ق.م. بازمی‌گردد. این قطعه مشابه آکیناکه‌ای است که در موزه هنر متروپولیتن در نیویورک وجود دارد. بر حجاری پله‌های شمالی تالار بارعام آپادانا اسلحه‌دار داریوش شاه به چشم می‌خورد که آکیناکه‌های سلطنتی را حمل می‌کنند. بر سنگ برجسته‌های آپادانا نمایندگی‌های ملت‌های مختلف نیز دیده می‌شوند که یک پارسی در پیشاپیش آن‌ها حرکت می‌کند و یک آکیناکه پارسی یا مادی همراه دارد.

## نیزه
یگان‌های نیزه‌دار از مهم‌ترین واحدهای ارتش هخامنشیان بودند و بالاترین درجه در ارتش نیز بر عهده یک نیزه‌دار بود. بنا به گفته پورداوود و تأیید معطوفی، نیزه در وندیداد، فرگرد ۱۷، بند ۴۳ با عنوان آرشتایاشا (ارشتی) آمده‌است. پورداوود با اشاره به سنگ‌نگاری نقش رستم، شرح می‌دهد که نیزه‌دار داریوش شاه، گئوبروه (آرشتی بارا /spear bearer) خوانده می‌شد. سرنیزه‌های دوران هخامنشی از لحاظ شکل متنوع هستند.
ذکا بر مبنای سنگ‌نگاره‌های هخامنشی دو نوع کلی سرنیزه را تشخیص می‌دهد:
الف) سرنیزه‌های پهن و مشابه برگ درخت.
ب) سرنیزه‌های باریک و بلند به شکل برگ درخت بید.
از نظر ذکا نیزه‌های هخامنشی از لحاظ درازا بر دو نوع‌اند:
الف) نیزه‌های بلند که در کنار سپر از سوی واحدهای سواره‌نظام و پیاده‌نظام استفاده می‌شد.
ب) نیزه‌های کوتاه و مناسب پرتاب (زوبین).
به گزارش هرودوت محور نیزه ایرانیان شش تا هفت پا (حدودا دو متر) بودند و از چوب درخت زغال‌اخته ساخته می‌شدند. ذکا می‌افزاید نیزه‌ها به یک سیب کوچک ختم می‌شدند، برای همین به این نیزه‌دارها «سیب‌بَر» می‌گفتند. سکوندا توضیح می‌دهد که سیب‌بَرها بخشی از ده هزار نفر سرباز نجیب‌زاده گارد جاویدان بودند. هزار نفر از سربازان گارد جاویدان، حامل نیزه‌هایی با ته‌نیزه‌های طلایی بودند و از ارابهٔ شاهنشاه محافظت می‌کردند و در زبان پارسی باستان ارستیبارا خوانده می‌شدند. هزار سرباز دیگر نیز نیزه‌ای با ته‌نیزه‌های نقره‌ای حمل می‌کردند. یک نیزه نیز با ته‌نیزه مفرغی در دِو هویوک شمال سوریه کشف شده‌است.

## گرز
پورداوود می‌نویسد گرز یکی از قدیمی‌ترین سلاح‌هاست که فرشتگان و ایزدان اوستا آن را به کار می‌برند. او در ادامه یادآوری می‌کند سلاح مورد علاقه بسیاری از پهلوانان اسطوره‌ای ایرانی مانند سام، گرشاسب و رستم، گرز است و آن‌ها در به‌کار بردن آن مهارت داشتند. اوستا از انواع مختلفی از گرزها نام می‌برد. یکی از آن‌ها و در خوانده می‌شود و در یسنا ۳۲، بند ۱۰ در اَهونَوَدگاه گاتا (فصل‌های ۲۸–۳۴) و در هوم یشت، یسنا ۹ (بندهای ۳۰–۳۲) از آن یاد شده‌است. پورداوود می‌نویسد اوستاشناسان در مورد این عبارت توافق ندارند، برخی عقیده دارند و در یک نوع گرز است و برخی دیگر بر این باورند که و در یک نوع تبرزین است. خود پورداوود بر این عقیده است که و در احتمالاً نوعی گرز است. چرا که مطابق متون وداها به زبان سانسکریت سلاح ایزد هندی ایندرا گرزی است موسوم به ودهر و از آنجا که زبان‌های هندی و ایرانی ریشهٔ مشترکی دارند، و در باید به گرز اشاره داشته باشد.
اوستا از دو نوع گرز دیگر هم یاد کرده‌است: یکی ورزا که برای درهم شکستن استفاده می‌شود (اورمزد یشت، بند ۷۲؛ خورشید یشت، بند ۵؛ مهر یشت بند ۹۶؛ فروردین یشت، بند ۷۲ را ببینید) و دیگری گّدها، برای پرتاب کردن. گرزهای گاوسر در دوران هخامنشیان کاربرد داشتند ضمن اینکه در حماسه‌های ایرانی هم اغلب از آن یاد شده‌است. هارپر (۱۹۸۵:۲۴۷) به عنوان نمونه فریدون را ذکر می‌کند که چگونه او گرز گاوسری طراحی کرد و از آن در نبرد با ضحاک دیو سیرت بهره برد. رستم، گیو، اسفندیار و گرشاسب هم از این نوع گرز استفاده می‌کردند. در دوران ساسانیان، بهرام پنجم گرز گاوسر خود را به‌کار برد تا تاج پادشاهی‌اش را از میان دو شیر در دام بگیرد. این سلاح در دوران بعد به صورت اسلحه‌ای نمادین و با اعتبار شاهان ایران درآمد.
ذکا بر پایه گزارش‌های گزنفون و استرابون تأکید می‌کند نقش‌برجسته‌های پارسه سربازان هخامنشی را تبرزین به دست نشان می‌دهد. اما هرودوت گزارش کرد تنها سکاها تبرزین به کار می‌بردند. سر تبرزینی که در نقش‌برجسته‌ها به چشم می‌خورد به شکل سر یک پرنده، احتمالاً اردک، است که تیغه تبرزین از منقار آن بیرون می‌آید. سمت دیگر سر تبرزین به یک شکل نیم‌دایره با دو میخ در انتهای آن ختم می‌شود که احتمالاً برای شکستن زره کارایی داشت. انتهای دستهٔ چوبی آن به شکل V کنده شده‌است تا سرباز تبرزین را راحت‌تر به دست بگیرد.

## کمان
به عنوان نماد پادشاهی و قدرت، کمان‌ها نقش مهمی در ارتش هخامنشیان ایفا می‌کردند. کمان و تبرزین‌های آن در یک کماندان (گوریتویی) حمل می‌شدند. ایرانیان از گروه‌های مختلف مثل مادها و پارس‌ها در لباس‌های ایرانی محلی خود یا جامه‌های سوارکاری، کماندان حاوی تیر و کمان را با خود حمل می‌کردند. پادشاهان هخامنشی از کمان برای نشان دادن توانایی‌های رزمی و شجاعت خود در حین نبرد و نماد جایگاه خود استفاده می‌کردند. داریوش در بند ۹ فرمان خود می‌گوید «ورزیده هستم، چه با هر دو دست چه با هر دو پا، هنگام سواری خوب سواری هستم. هنگام کشیدن کمان، چه پیاده چه سواره، خوب کمان‌کشی هستم. هنگام نیزه‌زنی، چه پیاده و چه سواره، خوب نیزه‌زنی هستم.»

## گردونه‌ها
کوروش بزرگ افزون بر پیاده‌نظام از واحدهای تاکتیکی نوع دیگری نیز استفاده می‌کرد. نخست او متکی به سواره‌نظامی بود که به صورت هنگ‌های مادی، یعنی چابک‌سواران بسیار ماهر که در خاور نزدیک بی‌نظیر بودند، سازمان یافته بودند. اما با گذشت زمان سپاه نخبه‌ای از رزمجویان سوار از میان نجیب‌زادگان ایرانی تشکیل داد. همچنین از تکیه‌گاه اصلی ارتش قدیمی آشور یعنی از واحد ارابه‌رانان (گردونه‌رانان) استفاده کرد ولی چنان اصلاحاتی در آن انجام داد که آن‌ها می‌توانستند مهیب‌ترین حمله را مستقیماً به صفوف دشمن وارد آورند. گزنفون می‌گوید: او ارابه‌های جنگی ساخته بود که چرخ‌های نیرومندی داشتند و به آسانی شکسته نمی‌شدند. این ارابه‌ها محورهای بلندی داشتند و می‌توانستند در هر جاده با هر پهنایی حرکت کنند بدون آنکه واژگون شوند. اتاقک مخصوص ارابه‌ران از الوارهای نیرومند به شکل برجک هرمی ساخته شده بود و بلندی آن به اندازه‌ای بود که ارابه‌ران می‌توانست به آسانی اسب‌ها را هدایت کند. به علاوه به جز چشم‌ها سراسر بدن هر راننده زره‌پوش بود. افزون بر این در دو طرف محور چرخ‌ها داس یا تیغه‌های فولادی و تیز نصب شده بود چنان‌که در قلب صفوف دشمن آن‌ها را به این سو و آن سو پرتاب می‌کرد.